# ザ・ロンドン・リゾート
ザ・ロンドン・リゾート（英: The London Resort）は2025年にイングランドに開業予定のアミューズメントリゾートである。イギリスの人々から｢UKディズニーランド｣と呼ばれている。

## 概要
ザ・ロンドン・リゾートは2024年にイギリス ロンドン ケント州 ダートフォード スワンズコムに開業予定のアミューズメントリゾートである。

## 開園まで
プロジェクトは2012年に立ち上がった。この複合施設はヨーロッパ最大の屋内ウォーターパーク、劇場、ライブミュージック会場、アトラクション、映画館、レストラン、イベントスペース、ホテルを誘致することが発表された。
当初、2019年に建設が完了し27,000人を雇用することになっていた。
もともとは、パラマウント・ピクチャーズもプロジェクトに参加していたが2017年6月にパラマウントがプロジェクトから撤退したことが発表された。計画されていた複合施設はザ・ロンドン・リゾートと改名された。しかし、パラマウント映画の必要なライセンスは取得している。
計画はその後見直しおよび修正され、ザ・ロンドン・リゾートは2024年にオープンする意向を発表し2021年に着工する予定である。なお、予算は46億円である。
BBC、ITV Studios、パラマウント・ピクチャーズとの提携が決まっている。

## 沿革
- 2021年
  - 時期未定 - 着工予定。
- 2024年
  - 時期未定 - オープン予定。

## 交通・アクセス方法

### 鉄道
- エブスフリート国際駅